# Microsema calbisaria
Microsema calbisaria là một loài bướm đêm trong họ Geometridae.